# KV9
KV9 무덤은 이집트 왕가의 계곡에 위치한 무덤으로, 파라오 람세스 5세가 건설하여 묻혔으나, 그의 삼촌이었던 람세스 6세도 본인의 무덤으로 재활용했다.
내부 석실 구조는 이집트 제20왕조, 즉 람세스 시대의 전형적인 배치를 따르고 있으며 람세스 3세의 무덤 (KV11)보다 훨씬 단순하다. 시공 과정에서 인부들이 복도를 파내려가다 실수로 KV12 무덤의 통로를 뚫어버린 흔적이 남아 있다. 2020년 이집트 관광부에서 KV9 무덤의 세부 사진과 3D 모델링을 볼 수 있는 온라인 서비스를 출시하였다.

## 구조와 장식
왕가의 계곡에서도 가장 다채로운 장식이 돋보이는 무덤이다. 실제로 람세스 6세는 전통을 벗어나 아비도스의 오시레이온 (Osireion)에 쓰였던 장식 패턴을 자신의 무덤에 적용하였다.
전체 무덤의 구조는 필라스터를 두어 여러 구역으로 나눈 하나의 긴 복도 끝에 기둥으로 둘러싸인 중앙실이 있고, 그 이후로 다시 두 번째 긴 복도로 이어지다 매장실에 닿는 구조로 되어 있다. 매장실 이후로는 굴착을 하다 만 상태로, 뒤쪽 벽에 벽과 완전히 분리되지 않고 붙어 있는 상태의 기둥 두 개가 서 있다.

### 입구
무덤의 입구는 스카라브가 담긴 원반 장식과 더불어, 숫양 머리를 한 라와 그 주변으로 무릎을 꿇은 이시스와 네프티스의 벽화가 그려져 있다. 문설주와 문틀에는 람세스 6세의 이름이 확인된다. 문설주의 기록 자체는 람세스 5세에 새긴 것을 덮어씌운 것이다.

### 복도 1
양쪽 벽에는 라호라크티와 오시리스 앞에 서 있는 람세스 6세의 모습이 벽화로 그려져 있다. 이 벽화는 원래 람세스 5세를 묘사한 것으로서 나중에 수정되었다. 복도의 남쪽 벽에는 〈관문의 서〉를 통째로 묘사한 벽화가 차례대로 이어져 있으며 북쪽 벽에도 〈동굴의 서〉의 대부분 분량을 장식으로 그려 놓았다. 복도 초반 몇 구역의 천장부는 천문 형상과 별자리로 장식되어 있으며, 마지막 두 구역과 첫 번째 홀 (Piankoff: E홀)까지 이어지는 부분에는 여신 누트가 길쭉하게 둘러싼 가운데 〈낮의 서〉와 〈밤의 서〉가 동시에 그려져 있다.

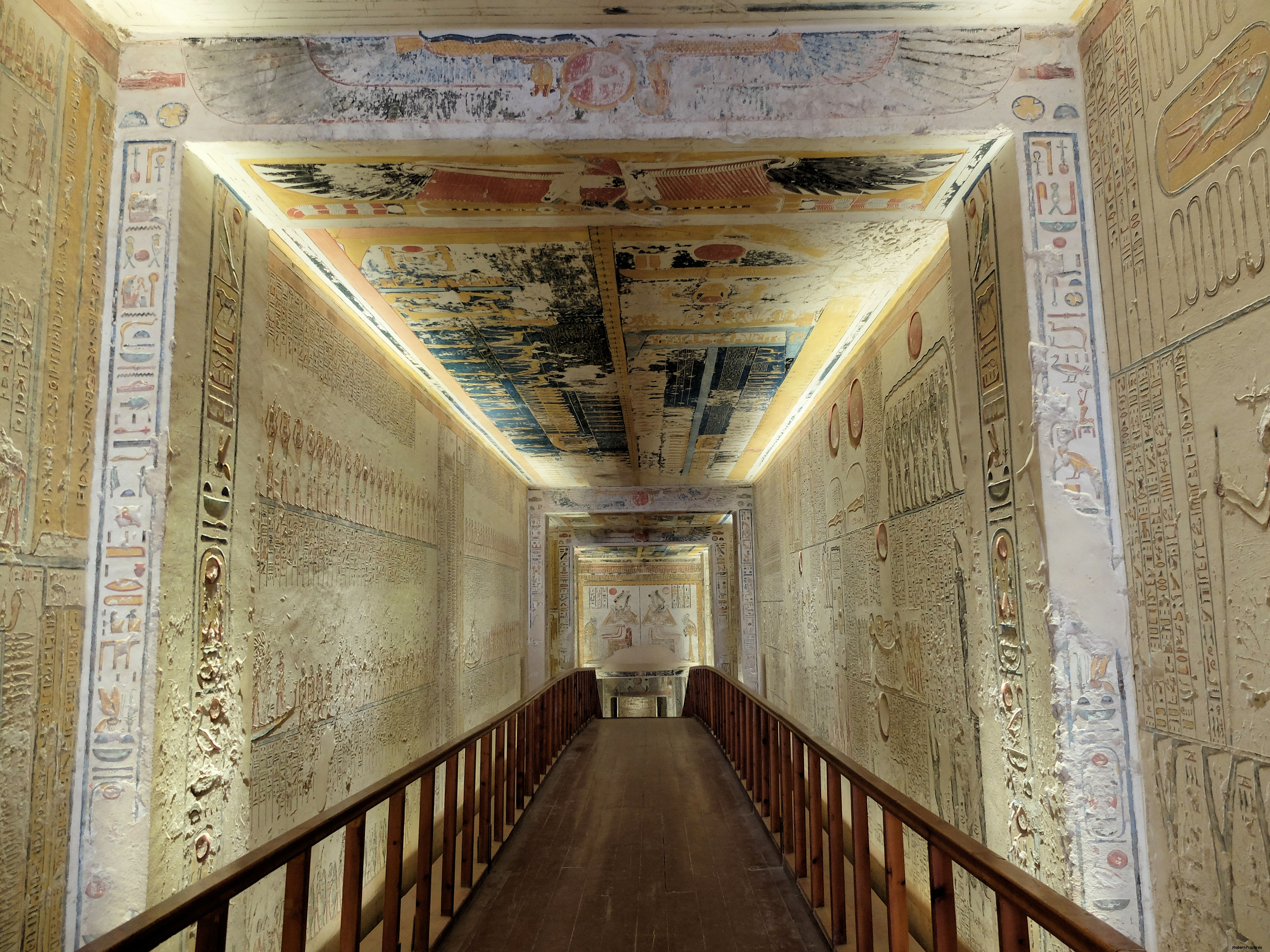
첫 번째 복도를 내려다본 모습
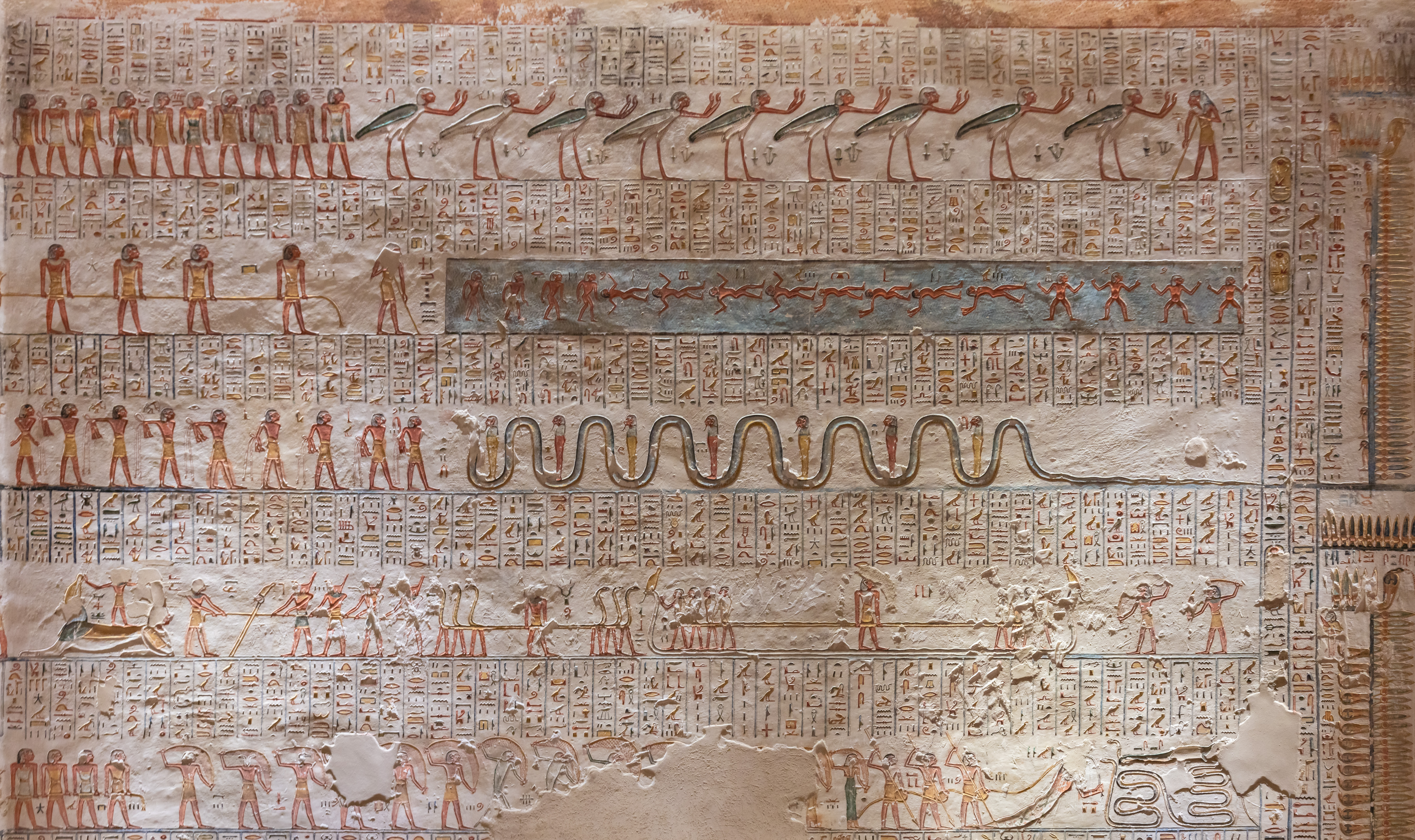
복도 왼쪽 벽에 새겨진 관문의 서 (9부)의 일부
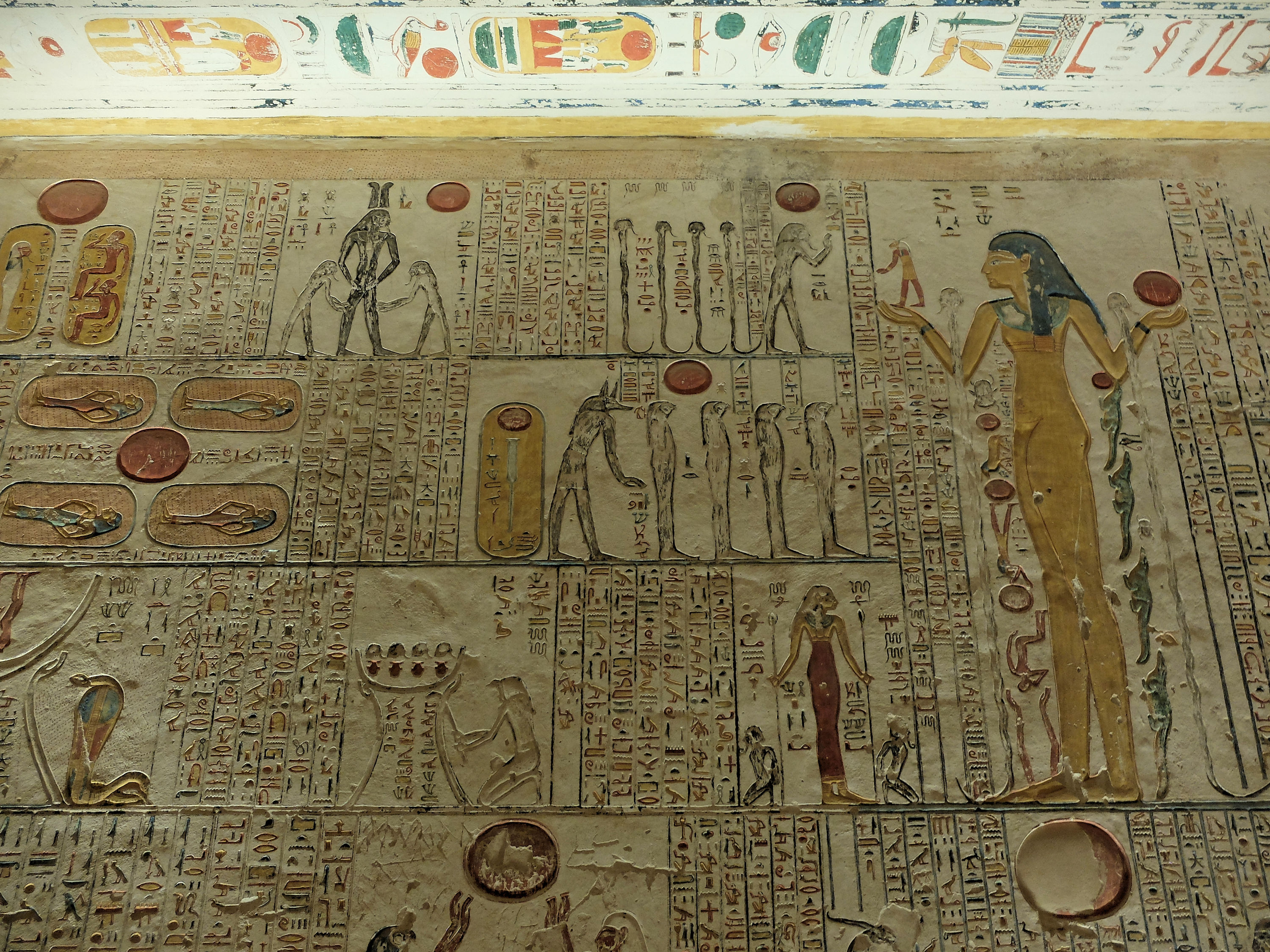
복도 오른쪽 벽에 새겨진 동굴의 서 (5부)의 일부. 오른쪽에 여신 누트가 보인다.

### 중앙실
복도 끝에는 기둥을 둔 중앙실(E홀)이 있다. 중앙실 좌측(남쪽) 벽에는 관문의 서가 이어진다. 관문의 서에서도 제10부와 제11부의 마지막 장면까지 보여주는데, 여기서 여신 누트가 벽화 위쪽에 배치된 가운데 누(Nu)가 원시의 물에서 라(Ra)의 배를 들어올리는 구성을 취하고 있다. 중앙실 우측(북쪽) 벽에는 동굴의 서가 이어서 그려져 있다.
다음 복도로 향하는 입구 위에는 오시리스 앞에서 향로를 피우고 제사를 드리는 국왕이 그려져 있다. 람세스 6세는 메렛세게르, 콘수, 프타, 프타소카르오시리스 등의 여러 신 앞에서 다양한 모습으로 묘사되어 있다. 상술했듯 중앙실 천장부에는 여신 누트가 길쭉하게 감싼 가운데, 낮의 서와 밤의 서의 나머지 장면이 그려져 있다. 다음 복도로 내려가는 경사로 양쪽에는 왕관을 쓴 날개 달린 코브라 두 마리가 그려져 있는데, 이는 상이집트와 하이집트의 여신을 나타낸다.

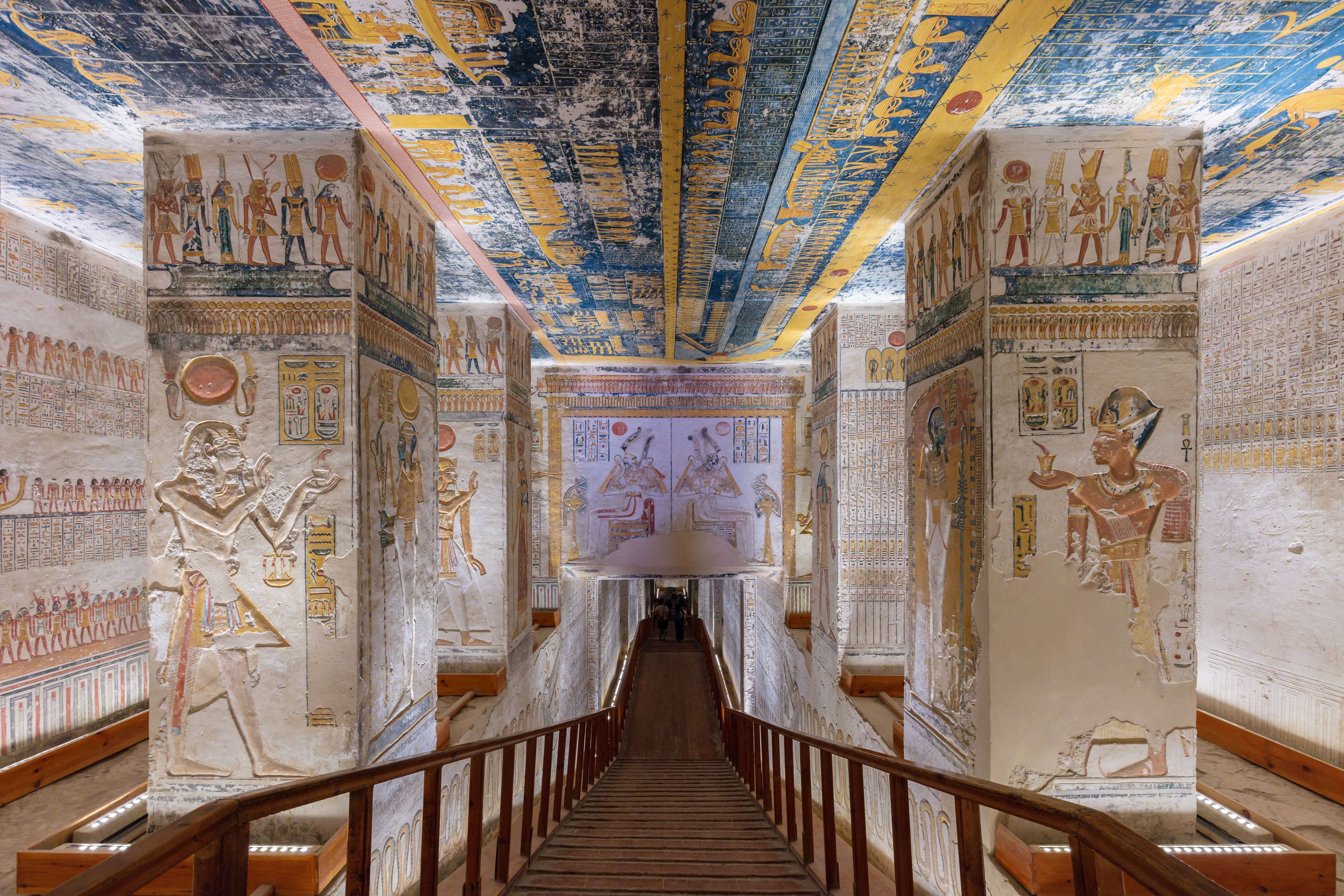
첫 번째 중앙실 (기둥 중앙실). 두 번째 복도로 내려가는 경사로 위쪽 중앙에 오시리스의 이중 벽화가 보인다.
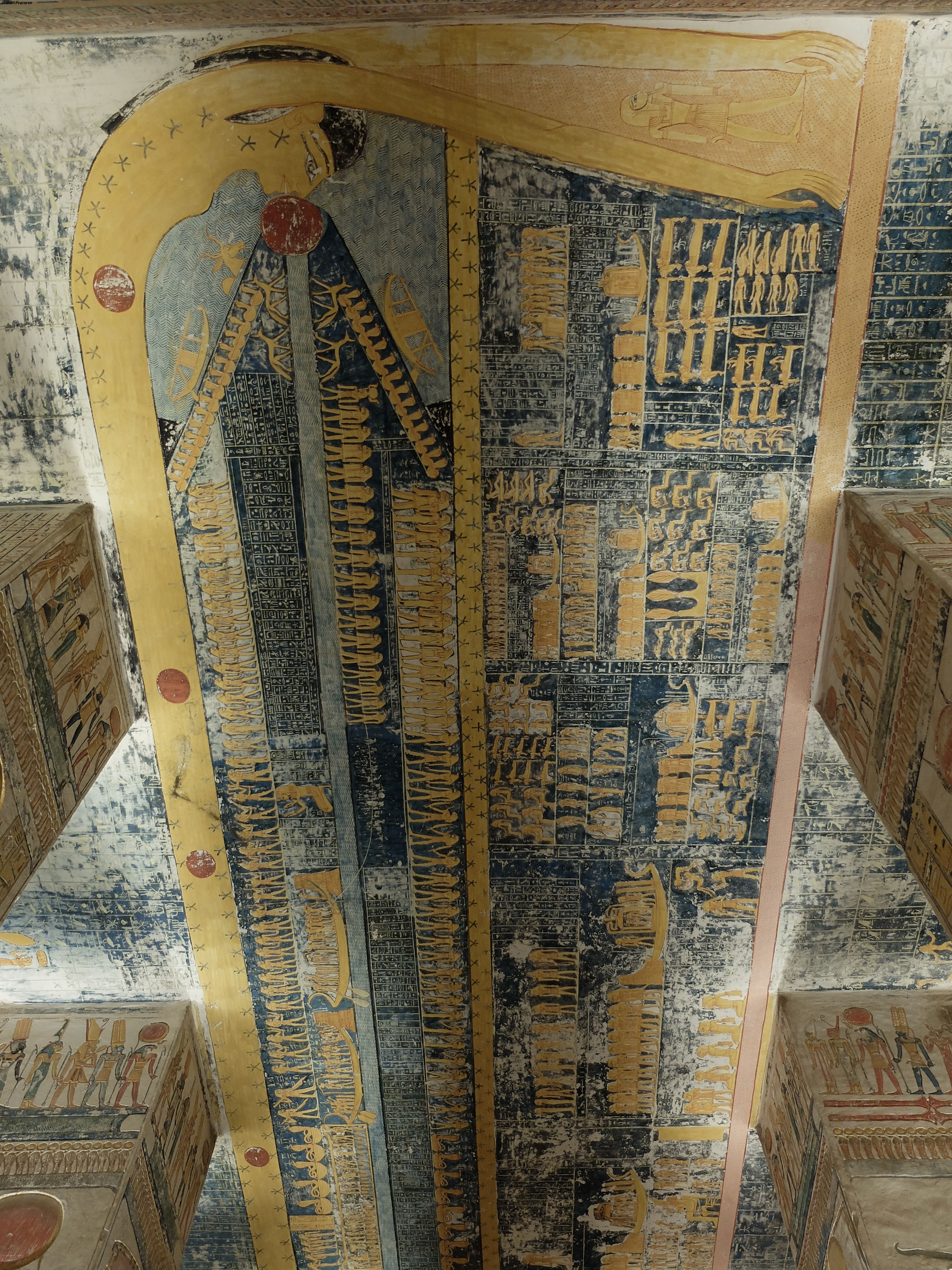
기둥 중앙실의 천장에 그려진 벽화. 여신 누트가 낮과 밤의 서를 둘러싼 모습이다.
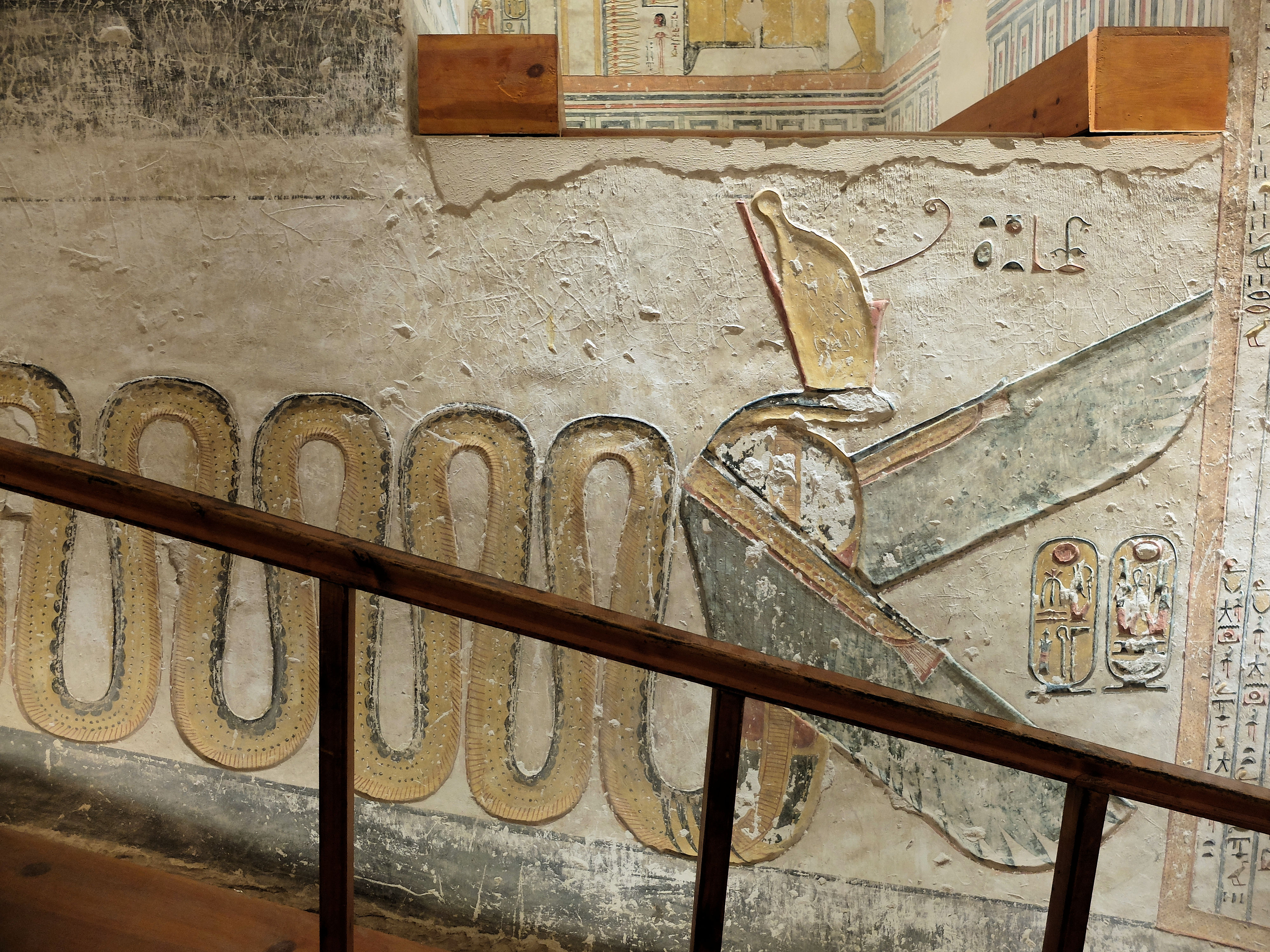
다음 복도로 이어지는 경사로 측면에 그려진  날개 달린 코브라

### 복도 2
두 번째 복도에는 《암두아트의 서》에서 발췌한 11시간어치 장면이 순서대로 표현되어 있다. 다만 7시부터 11시까지의 장면은 축약되어 있다. 천장에는 라의 범선과 낮과 밤의 서가 묘사되어 있다.

### 전실과 매장실
복도를 지나면 매장실 앞 전실 (H홀 / 진실의 두 신이 있는 중앙실)을 만나는데 람세스 6세가 헤카우 (Hecau)와 마트 (Maat) 사이에 앉아 있는 벽화가 그려져 있다. 여기서는 사자의 서에서 중요한 주문으로 여겨지는 제124장~제127장 / 제129장이 다듬어진 상태로 적혀 있다.
매장실은 동굴을 연상케 하는 모습으로 벽에는 《대지의 서》가 그려져 있다. 여기에는《아케르의 서》도 포함되어 있는데, 두 개의 머리를 가진 신 아케르가 태양선을 탄 모습, 오시리스와 여러 신들을 묘사한 모습, 적을 무찌르는 모습, 태양빛을 쏘인 인물들이 부활하는 모습 등이 그려져 있다. 이들 벽화에 대한 세부적인 연구는 J. 로버슨 (J. Roberson)의 《The Ancient Egyptian Books of the Earth》에 소개되어 있다. 매장실의 아치형 천장은 다시 한번 《낮의 서》와 《밤의 서》로 장식되어 있으며, 그 가장자리에는 누트의 길쭉한 그림이 두 번에 걸쳐 그려져 있다.

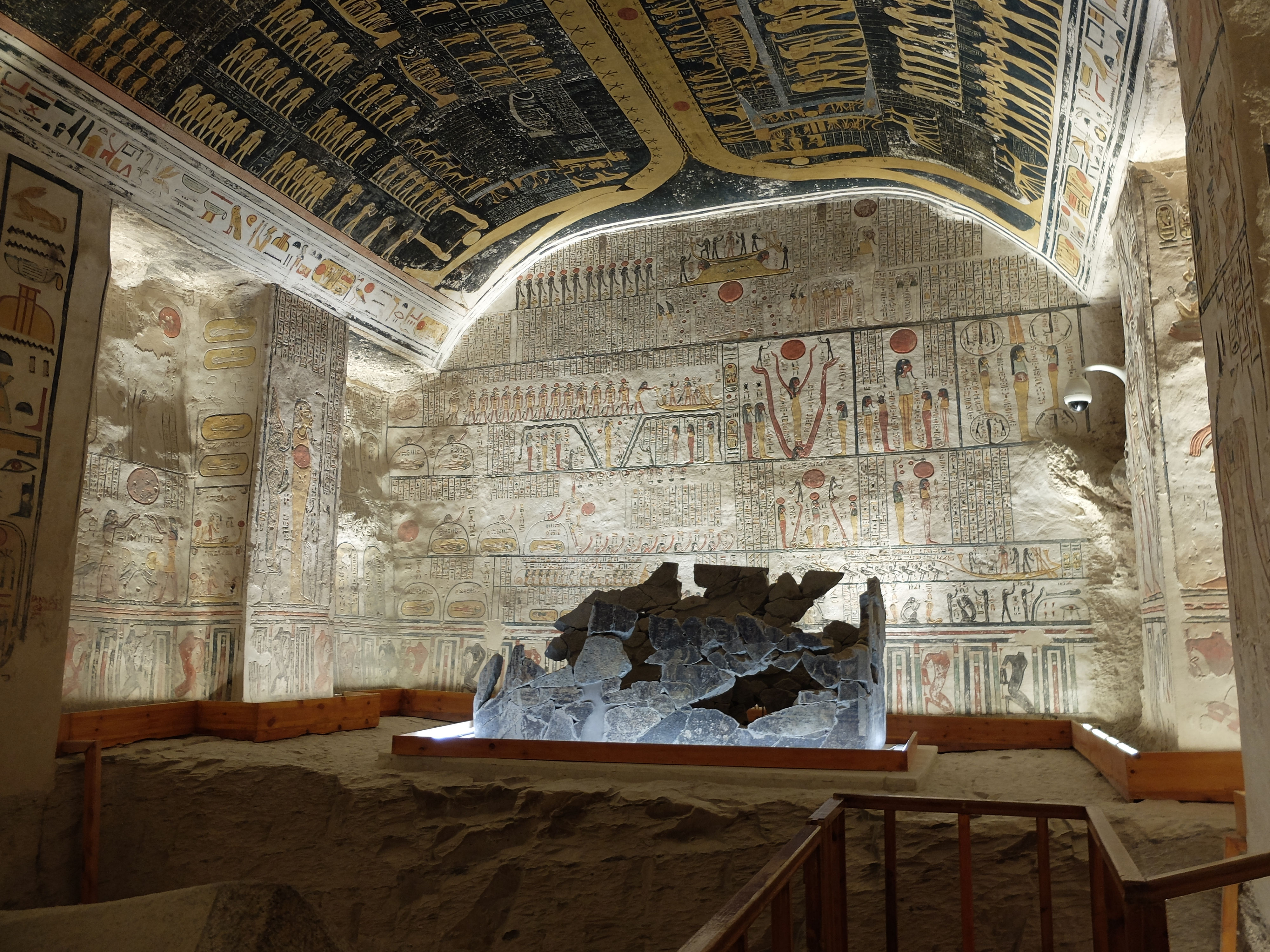
북쪽면을 바라본 매장실의 전경
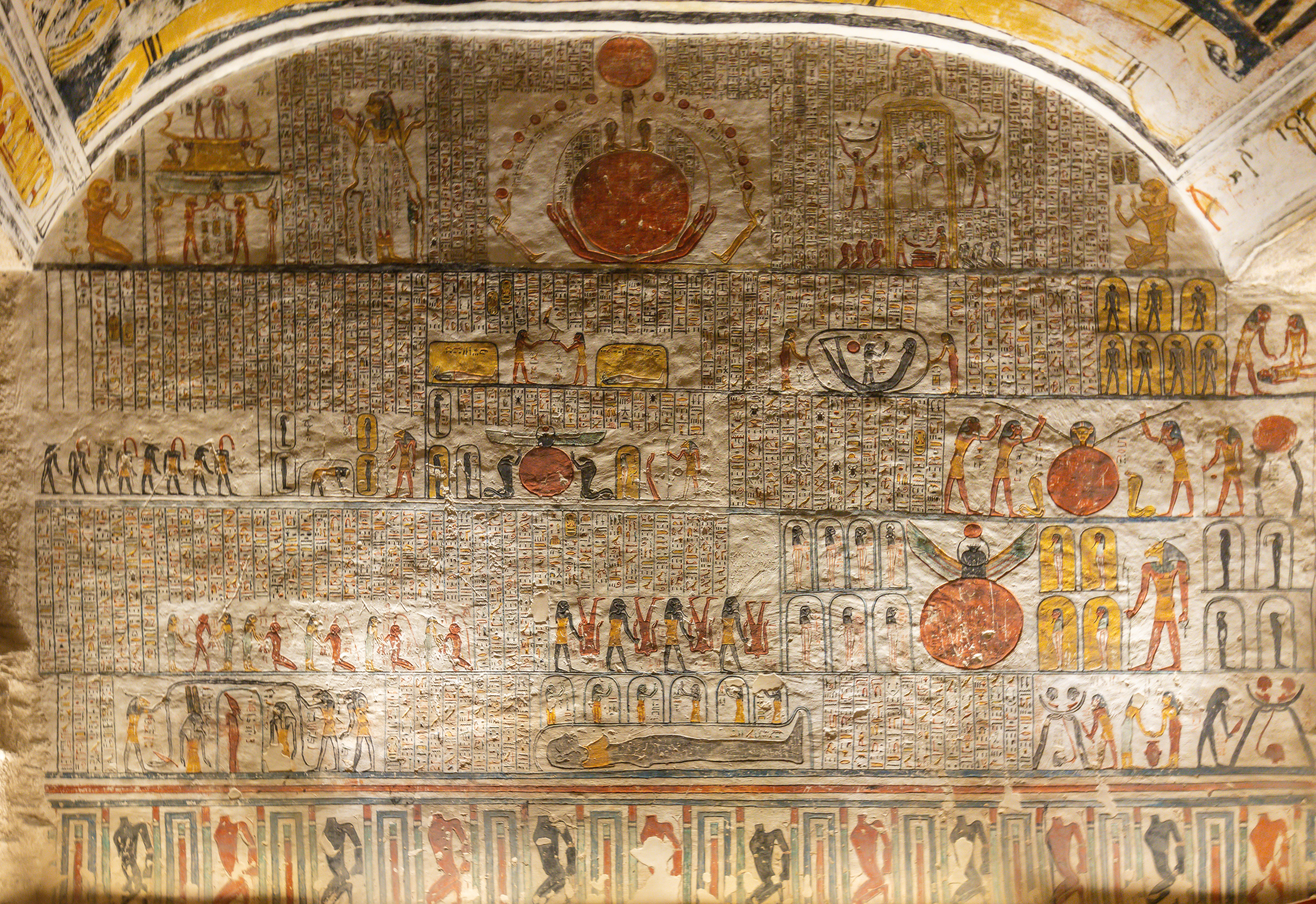
대지의 서 (아케르의 서)의 일부를 묘사한 매장실 남쪽면
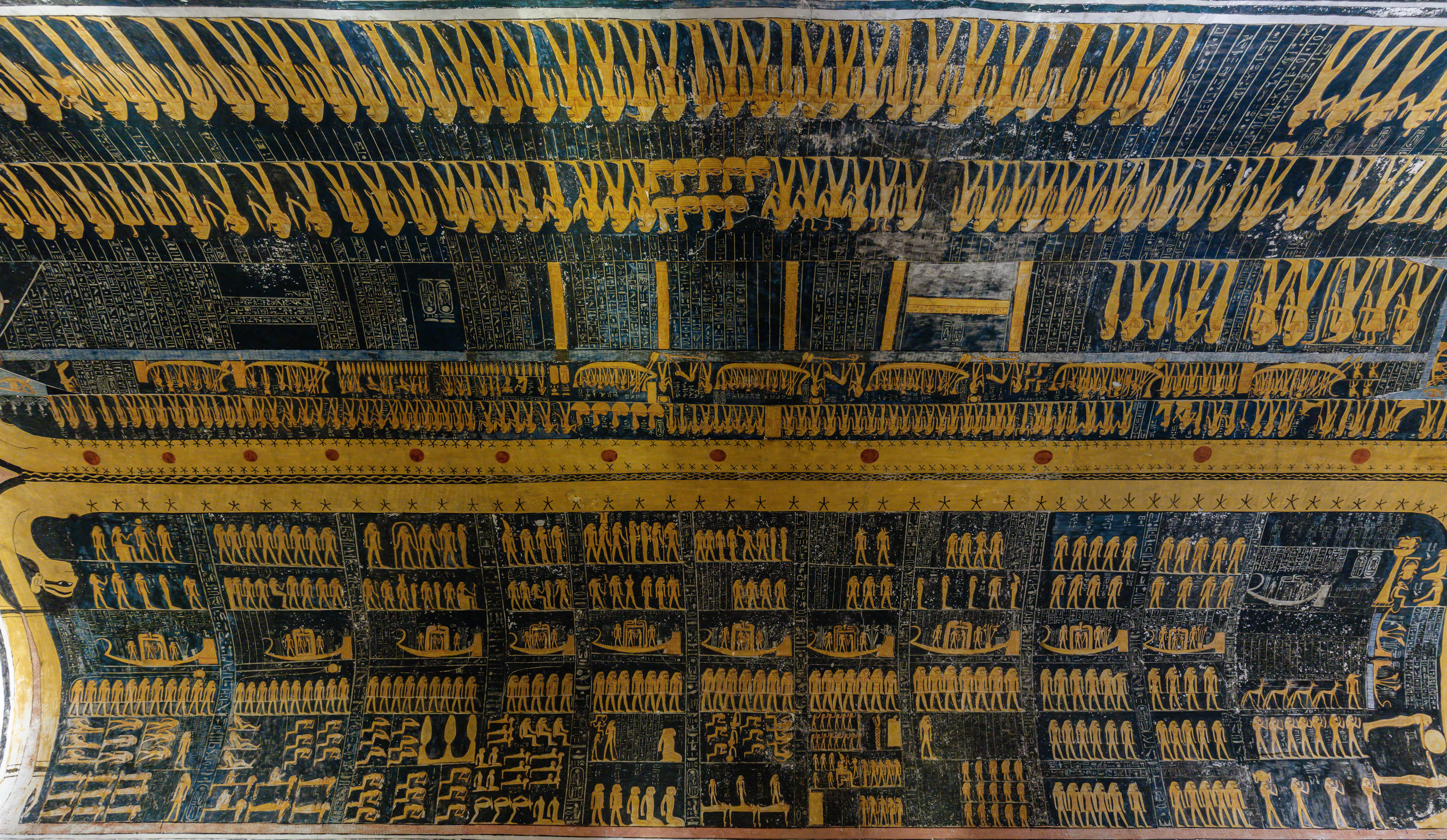
매장실의 아치형 천장. 밤의 서(아래)와 낮의 서(위)를 여신 누트가 각각 둘러싼 모습이다.
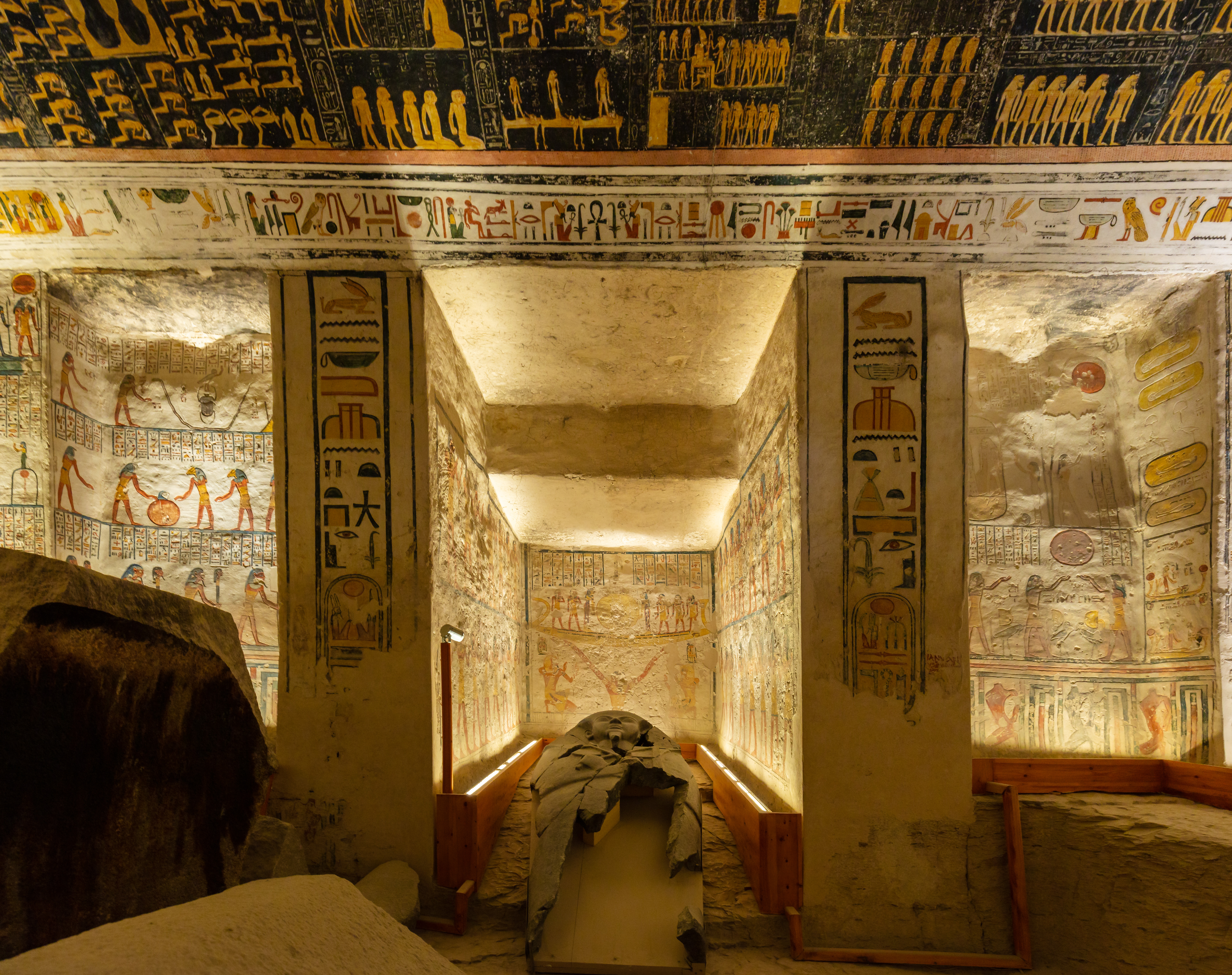
매장실 뒷벽에 있는 미완성 기둥 과 그 중앙의 작은 방
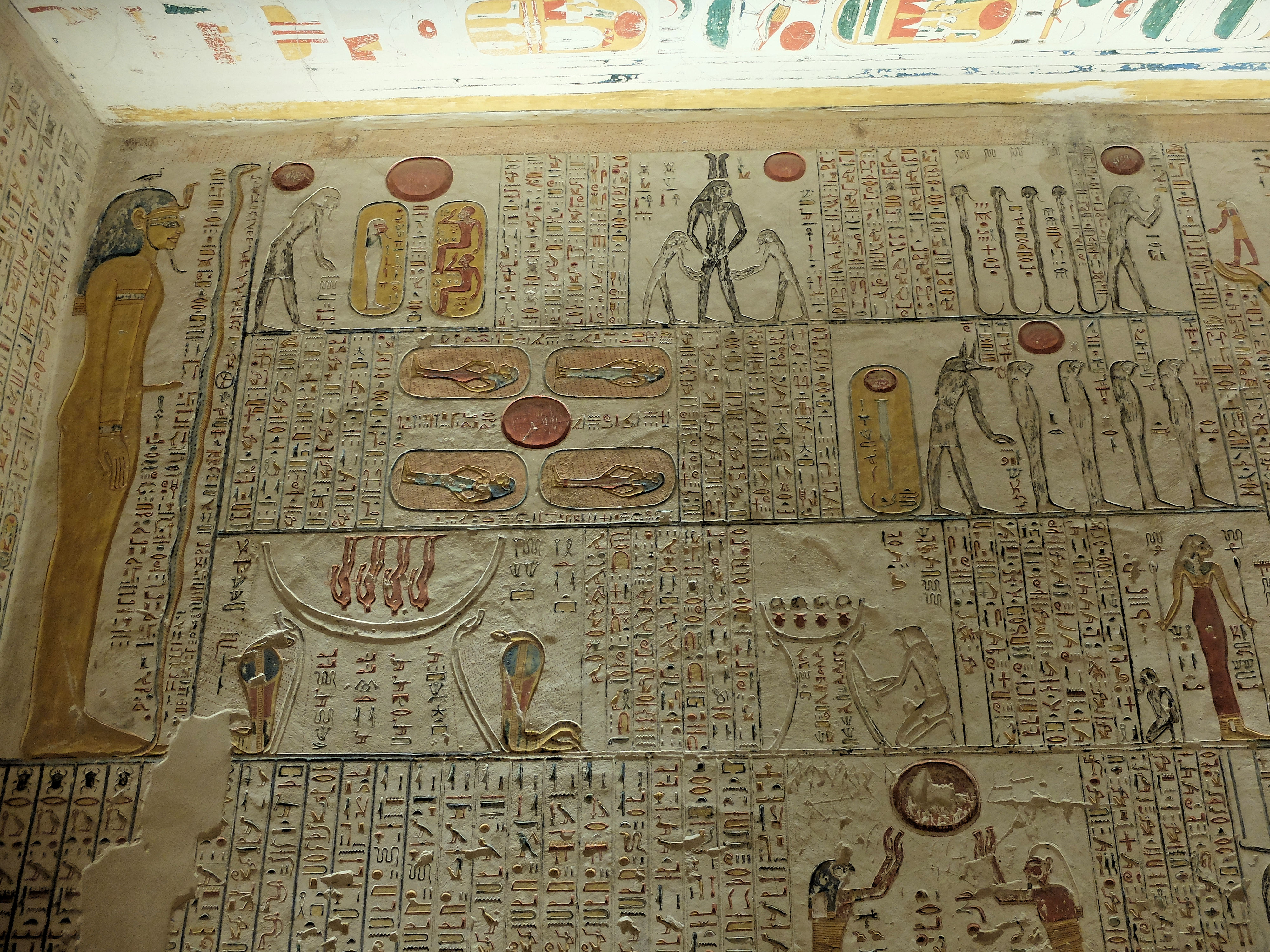
네 번째 복도의 부조

## 후대의 역사
고대 그리스와 고대 로마 시대에는 트로이아 전쟁에 참전했던 아이티오피아의 국왕 멤논의 무덤으로 여겨졌다. 때문에 이곳을 순례하려는 방문객이 많았으며, 무덤 내부에 낙서를 남기고 갔다. 현재까지 확인된 바로는 기원전 1세기부터 4세기까지 총 995개의 낙서가 있는 것으로 파악된다. 주로  프톨레마이오스 시대나 로마 제국 시대의 그리스인 순례자들이 남긴 것으로, 이집트와 지중해의 여러 지역에서 찾아온 사람들이었다. 낙서는 검은색 잉크로 쓴 것이 주를 이루고 간혹 붉은색 잉크로 쓰인 것도 있다. 고대 그리스어로 쓰여진 것이 주를 이루나 라틴어, 민중문자, 콥트어로 쓰여진 것도 있다. 낙서가 새겨진 위치는 제각각이지만 보통은 벽 위쪽에서 발견되며 지금의 지면보다 한 층 정도 더 높다. 이는 당시 무덤 복도 내부로 모래가 들어와 높이 쌓여 있었기 때문이다.

1996년 바르샤바 대학교 지중해고고학센터의 비문학조사단이 이집트 고대유물부의 협조하에 무덤 내부의 낙서들을 연구하기 시작하였다. 대다수의 낙서는 방문객의 이름이지만, 단순히 이름만 적은 것을 넘어 인물의 직업을 비롯하여 세부적인 단서를 제공하는 글귀도 존재한다. 개중에는 학자, 의사, 고위공무원도 순례했던 것으로 보인다. 또 '프로스키네마'(고대 그리스어: προσκύνημα), 즉 성지순례로서의 문맥을 지닌 글귀도 존재한다. '다두키오스'라는 방문객은 횃불을 들고 어두운 터널과 벽화를 지나 탐험해야 했다는 소감을 적어 두었는데, 자신의 이름인 '다두키오스'(Δᾳδούχιος)와 고대 그리스어로 횃불을 뜻하는 '다이두코스'(δᾳδοῦχος)의 발음이 비슷한 것에 착안해 말장난식으로 써 둔 것이 인상적이다. :257
Δᾳδούχιος σχολαστικὸς ἰατ(ρὸς) ἦλθον κ(αὶ) ἐθαύμασα καὶ ἄεπος ἦλθα δᾳδοῦχος

학자이자 의사인 나 '다두키오스'는 '횃불 든 자'로서 이곳에 찾아와 조용히 감탄했노라.

이밖에도 '여기 와서 보니까 석관 말고는 별로다', '감탄했다', '상형문자가 뭐라고 쓰여 있는지 모르겠다' 등의 반응이 적힌 낙서들이 확인된다. 낙서 가운데 가장 최근에 남겨진 것으로 보이는 것은 '암브로스'(고대 그리스어: Ἄμρος)라는 사람의 것으로, 서기 7세기경 아랍-동로마 전쟁 당시 로마령 이집트를 정복했던 이슬람 장군 아므르 이븐 알아스의 그리스식 이름으로 추정된다. :262

고대 그리스·로마의 낙서
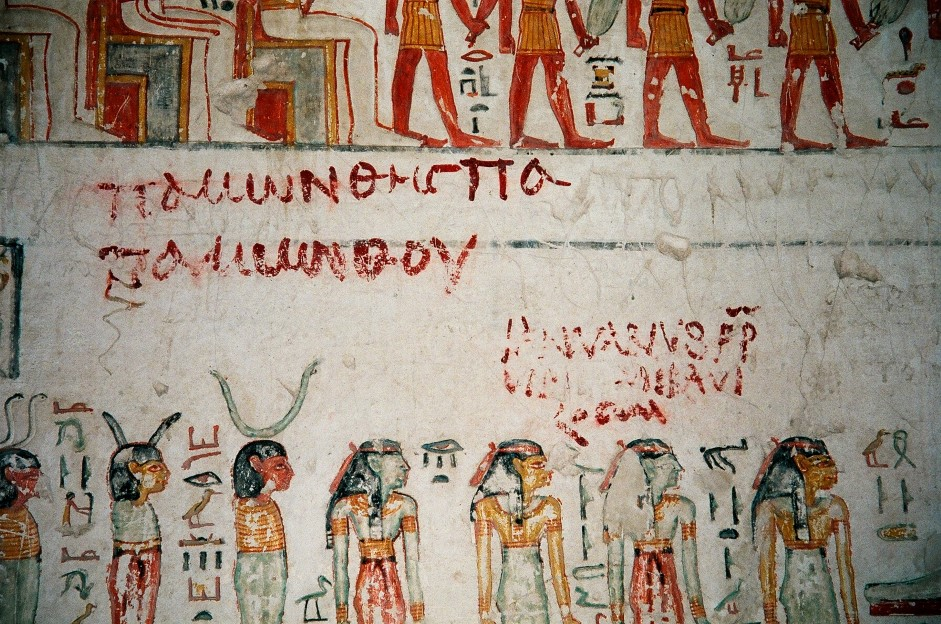
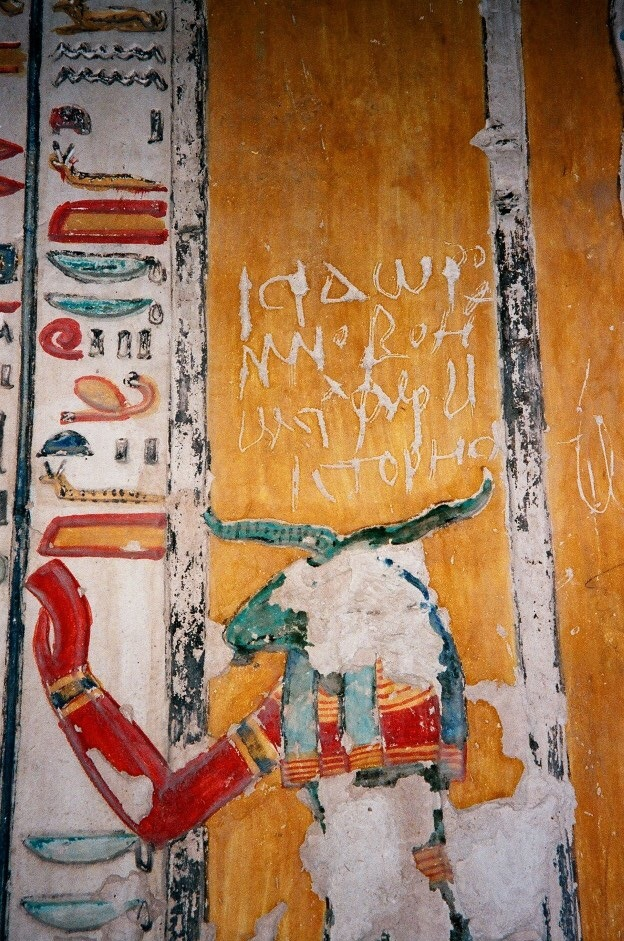
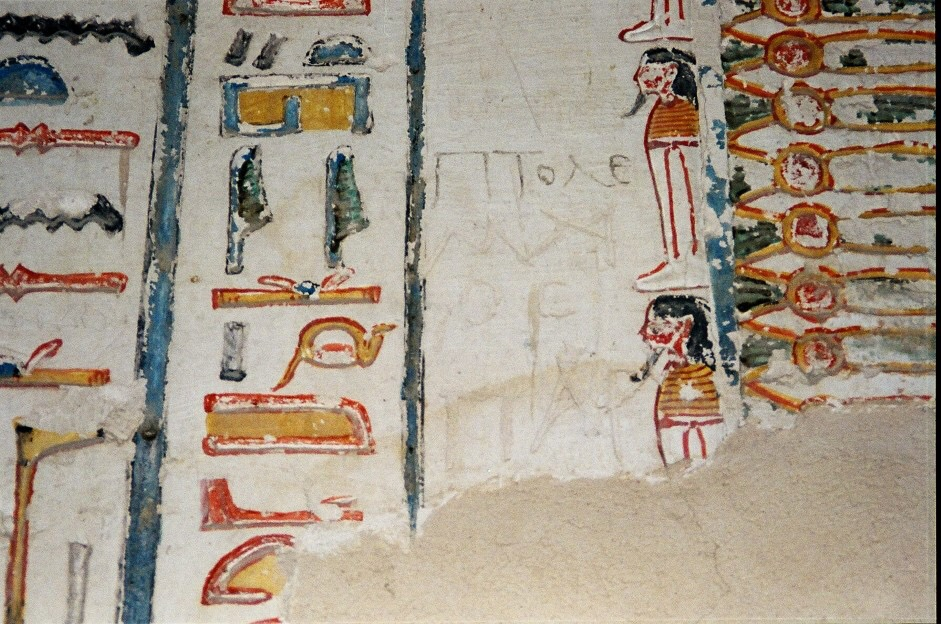

## 참고문헌
- Abitz, F. Baugeschichte und Dekoration des Grabes Ramses VI, 1989. https://www.zora.uzh.ch/id/eprint/150956/
- Herzer, C. "The Template for the break with tradition in the Decoration Program of the Tomb of Ramesses VI was the Osireion at Abydos, 2023. https://www.academia.edu/109794059/
- Herzer, C. Study of the Osireion at Abydos, 2023. https://isida-project.ucoz.com
- Piankoff, A. The Tomb of Ramesses VI, 1954, Pantheon Books, New York. https://archive.org/details/tomboframessesvi0001unse/page/n7/mode/2up
- Reeves, N & Wilkinson, R.H. The Complete Valley of the Kings, 1996, Thames and Hudson, London.
- Roberson, J. The Ancient Egyptian Books of the Earth, Wilbour Studies I, 2012, Lockwood Press.
- Siliotti, A. Guide to the Valley of the Kings and to the Theban Necropolises and Temples, 1996, A.A. Gaddis, Cairo.
- Week, K. (ed.), Valley of the Kings, 2001, Friedman.
- Łukaszewicz, A., with appendix by Małkowski, W., Bogacki, M., Kaniszewski, J. Polish Epigraphical Mission in the Tomb of Ramesses VI (Kv 9) in the Valley of the Kings in 2010; Appendix: Three-dimensional spatial information system for the graffiti inside the Tomb of Ramesses VI (KV 9) in the Valley of the Kings, Polish Archaeology in the Mediterranean, 22 (2013)